# Elisa Palmero
Elisa Palmero (* 10. Juli 1999 in Pinerolo) ist eine italienische Leichtathletin, die sich auf den Langstreckenlauf spezialisiert hat.

## Sportliche Laufbahn
Erste internationale Erfahrungen sammelte Elisa Palmero im Jahr 2018, als sie bei den U20-Weltmeisterschaften in Tampere mit 4:23,06 min in der Vorrunde im 1500-Meter-Lauf ausschied. Im Dezember gelangte sie bei den Crosslauf-Europameisterschaften in Tilburg nach 14:19 min auf den 18. Platz im U20-Rennen. Bei den Crosslauf-Europameisterschaften 2023 in Brüssel kam sie im Einzelbewerb nicht ins Ziel und im Jahr darauf gelangte sie bei den Europameisterschaften in Rom mit 1:11:22 h auf den 15. Platz im Halbmarathon. Zudem belegte sie in 31:38,45 min den sechsten Platz im 10.000-Meter-Lauf. Im Dezember landete sie bei den Crosslauf-Europameisterschaften in Antalya nach 26:25 min auf dem 13. Platz im Einzelbewerb und sicherte sich in der Teamwertung die Goldmedaille. Bei den erstmals ausgetragenen Straßenlauf-Europameisterschaften 2025 in Löwen landete sie nach 32:39 min auf dem 22. Platz über 10 km.

## Persönliche Bestleistung
- 1500 Meter: 4:15,94 min, 21. September 2024 in Modena
- 3000 Meter: 9:11,34 min, 8. September 2022 in Brescia
  - 3000 Meter (Halle): 8:55,32 min, 18. Februar 2024 in Ancona
- 5000 Meter: 15:35,68 min, 29. Juni 2024 in La Spezia
- 10.000 Meter: 31:38,45 min, 11. Juni 2024 in Rom
- 10-km-Straßenlauf: 31:26 min, 16. Februar 2025 in Castelló de la Plana
- Halbmarathon: 1:09:02 h, 16. März 2025 in Reggio Emilia